# Gul hårögonharkrank
Gul hårögonharkrank (Pedicia straminea) är en tvåvingeart som först beskrevs av Johann Wilhelm Meigen 1838.  Gul hårögonharkrank ingår i släktet Pedicia och familjen hårögonharkrankar. Arten är reproducerande i Sverige. Inga underarter finns listade i Catalogue of Life.